# Falken (Allgäuer Alpen)

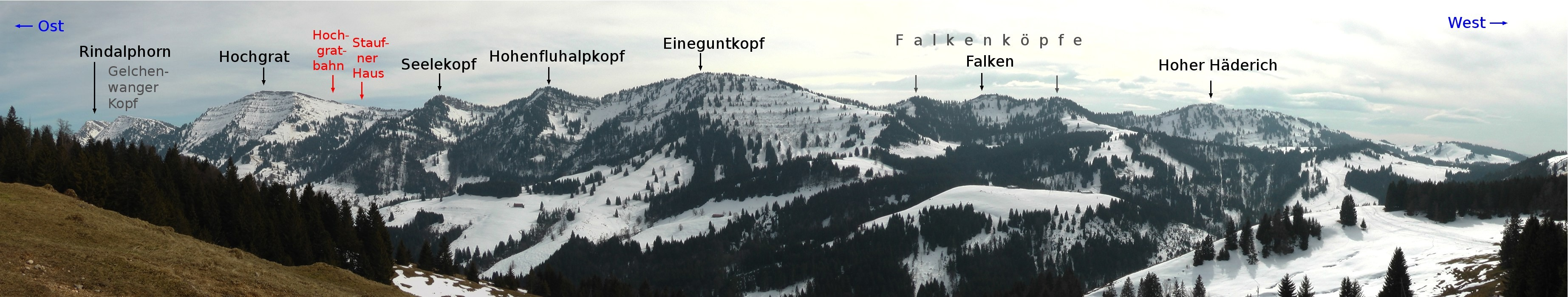
Hochgratkette

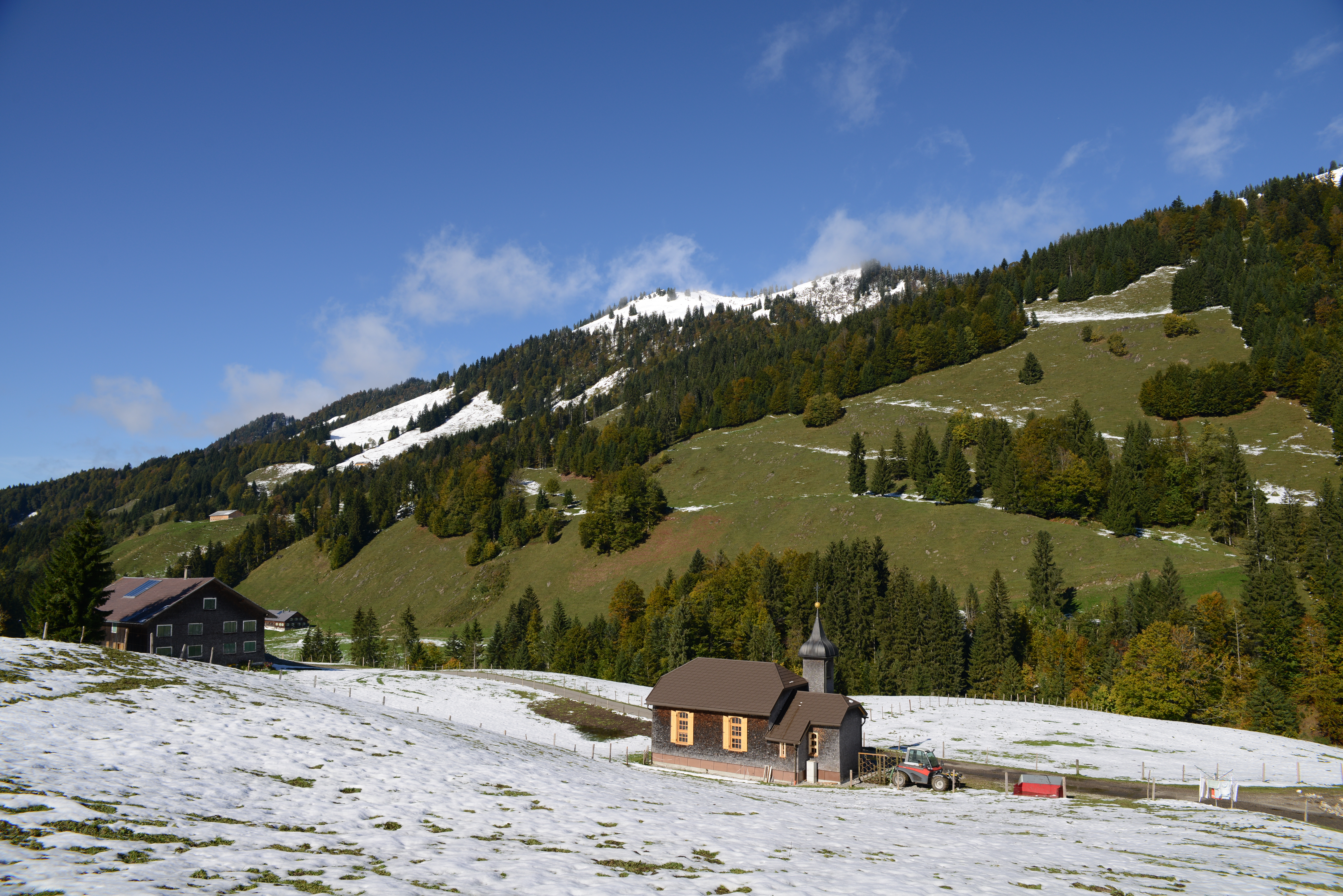
Falkenköpfe vom Lecknertal aus

Der Falken ist ein 1564 m hoher Berg in der Hochgratkette der Allgäuer Alpen. Er besteht aus drei Köpfen, daher auch der Name Falkenköpfe.

## Lage
Der Falken liegt im Westen der Hochgratkette zwischen Eineguntkopf und Hochhäderich. Die Hochgratkette ist die mittlere Kette der Allgäuer Nagelfluh-Schichtkämme, die zu den Allgäuer Voralpen westlich der Iller gehören. Nördlich des Falken liegt das Tal des Lanzenbachs mit den unter Naturschutz stehenden Mooren Kojen-Moos und Häderichmoore. Südlich liegt das Lecknertal mit dem Leckner See.
Regional liegt der Falken im Schnittbereich zwischen Westallgäu, Oberallgäu und Vorderem Bregenzerwald.
Politisch liegt er an der Grenze zwischen Deutschland und Österreich, die höchste Erhebung ist knapp auf österreichischem Boden. Die südliche österreichische Seite gehört zum Gemeindegebiet von Hittisau, die deutsche nördliche Seite gehört zu Oberstaufen.

## Geologie
Die Hochgratkette wird geologisch zur Unteren Süßwassermolasse gerechnet. Die den Alpen naheliegenden Teile der Molasse wurden in der späten Gebirgsbildung gefaltet. Diese Faltenmolasse bildet Hügelketten entlang des nördlichen Alpenrandes. Im Bereich der Hochgratkette erreicht die Faltenmolasse 1834 m Höhe. Auf den steil gestellten Hängen entstanden durch Verwitterung die Nagelfluhrippen.

## Freizeit
Das gesamte Gebiet ist ein sehr beliebtes Wandergebiet. Der Aufstieg vom Parkplatz vor dem Leckner See (Mautstraße) dauert 1¾ Stunden. Von Deutschland aus dauert der Aufstieg ab der Falkenhütte 30 Minuten. Auf der österreichischen Seite kann man bis zur Plattentischalpe auf 1474 m Höhe mit dem Mountainbike fahren. Auch Schitouren und Winterwanderungen sind in dieser Region möglich. Dabei müssen die Regeln der Wildruhezonen und Naturschutzgebiete eingehalten werden.

## Naturschutz
Die angrenzenden Täler sind wenig erschlossen, die steilen Felshänge sind oft nicht begehbar und so konnten sich viele naturnahe Lebensräume erhalten. Der Falken liegt im Naturpark Nagelfluhkette. Die steile nördliche Seite ist Teil des FFH-Gebiets (Natura-2000) Nagelfluhkette Hochgrat-Steineberg (DE8426302).